# Каньчуга (Малопольське воєводство)
Каньчуга (пол. Kańczuga) — село в Польщі, у гміні Кенти Освенцимського повіту Малопольського воєводства.

## Історія
У 1975—1998 роках село належало до Бельського воєводства, підпорядковувалося районній адміністрації в Освенцимі.